# Umberto Giachetti
Umberto Giachetti (Cascina, 6 ottobre 1935) è un ex calciatore italiano, di ruolo centrocampista.

## Caratteristiche tecniche
Giocava come mezzala.

## Carriera
Dopo una stagione in Promozione regionale nel Cascina, ha giocato in Serie B con il Parma dalla stagione 1956-1957 alla stagione 1958-1959, per un totale di 54 presenze e 2 reti nella serie cadetta.
Nella stagione 1959-1960 ha segnato 3 gol in 26 presenze in Serie D con il Viareggio, con cui ha vinto il campionato.

## Palmarès

### Club

#### Competizioni nazionali
- Campionato italiano Serie D: 1

Viareggio: 1959-1960 (girone D)